# KZ-Mahnmal bei Schupf

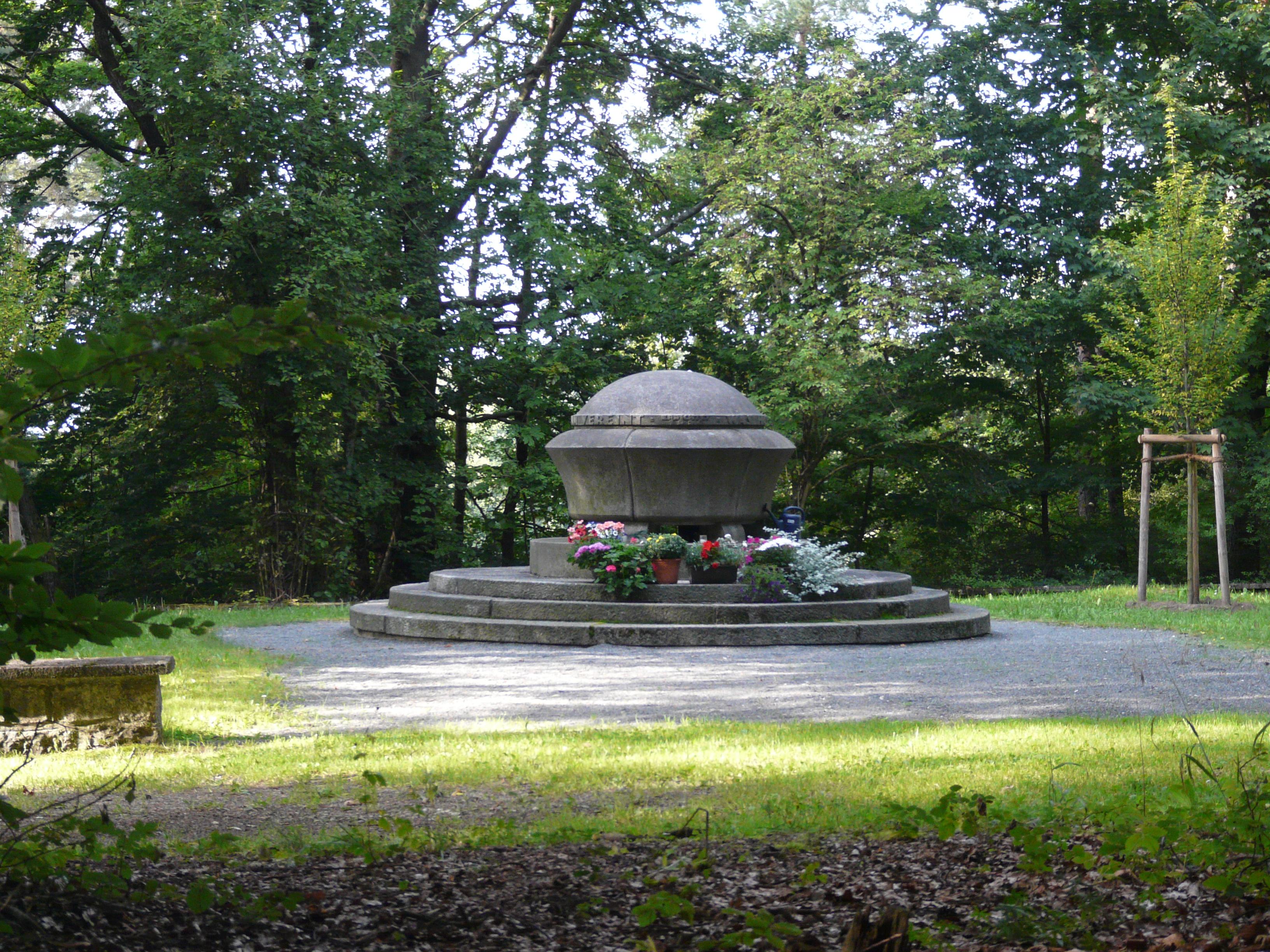
Das KZ-Mahnmal bei Schupf

Das KZ-Mahnmal bei Schupf ist eine Gedenkstätte, die an Geschehnisse erinnert, die sich während der Herrschaft des NS-Regimes ereignet haben. Es liegt ein wenig nördlich des mittelfränkischen Ortes Schupf und weist auf den Ort einer Leichenverbrennungsstätte hin, an dem in den letzten Monaten des Zweiten Weltkriegs die Einäscherung von Opfern des KZ-Außenlagers Hersbruck stattfand.

## Lage und Geschichte des Mahnmals
Das Mahnmal liegt nahe der Ortschaft Schupf (Happurg) auf dem Hochplateau der Fränkischen Alb und befindet sich ein wenig östlich der Kreisstraße LAU 25 in einer kleinen Waldlichtung.
Die Gedenkstätte besteht aus einem etwa 25 × 20 Meter großen, ummauerten Areal, in dessen Zentrum sich das mit Inschriften versehene eigentliche Mahnmal befindet. Dieses besteht aus einer großen, steinernen Urne, die die übriggebliebene Asche der an diesem Ort vermutlich über 1000 verbrannten Häftlingsleichname birgt. Ebenso wie das KZ-Mahnmal bei Hubmersberg geht auch dieses Denkmal auf einen Entwurf von Ernst Rücker zurück, der mit der im Jahr 1950 erfolgten Errichtung des Bauwerks durch den Landkreis Hersbruck realisiert worden war.
Alljährlich findet um den 9. November am Ort des Mahnmals eine kleine Gedenkfeier statt, mit der der Opfer der nationalsozialistischen Gewaltherrschaft gedacht wird.